# Parque eólico Pampa
El Parque eólico Pampa se encuentra en el departamento de Tacuarembó en el kilómetro  320 de la ruta 5, siendo uno de los tantos parques eólicos que se encuentran en funcionamiento en el Uruguay. A mediados de 2016 empezó a funcionar, estimando en 640 millones de kWh la energía que entregará a la red eléctrica nacional en un año. El costo total de la obra fue de 321 millones de dólares siendo el 70% aportado por el Banco de Desarrollo Alemán (KfW), mientras que el 30% restante se financió con el Fideicomiso Financiero Pampa.
El parque consta de 59 aerogeneradores provistos por la empresa alemana Nordex que cuentan con una potencia individual de 2.4 MW, totalizando 141.6 MW.